# Älvblommossa
Älvblommossa (Schistidium agassizii) är en bladmossart som beskrevs av Sullivant och Lesquereux in Sullivant 1856. Älvblommossa ingår i släktet blommossor, och familjen Grimmiaceae. Arten är reproducerande i Sverige. Inga underarter finns listade i Catalogue of Life.